# Сонянка шведська
Сонянка шведська (Helianthemum oelandicum) — вид квіткових рослин родини чистові (Cistaceae). лат. oelandicum — від Oeland, історичної провінції.

## Опис
Це вічнозелена рослина, до 25 см карликовий кущ. Стебла розгалужені густі. При основі вони майже деревні, грубі й щетинисті. Гілки волохаті й червонуваті. Має еліптичне вузько ланцетне, зелене листя й блідо-жовті квіти. Пелюстки 5–10 мм. Квітне навесні і влітку.

## Поширення
Європа і Мала Азія. типовими для проживання цього виду є сухі пасовища і вапнякові скелі. Рослину можна знайти на висотах від 100 до 2800 м над рівнем моря.

## Галерея

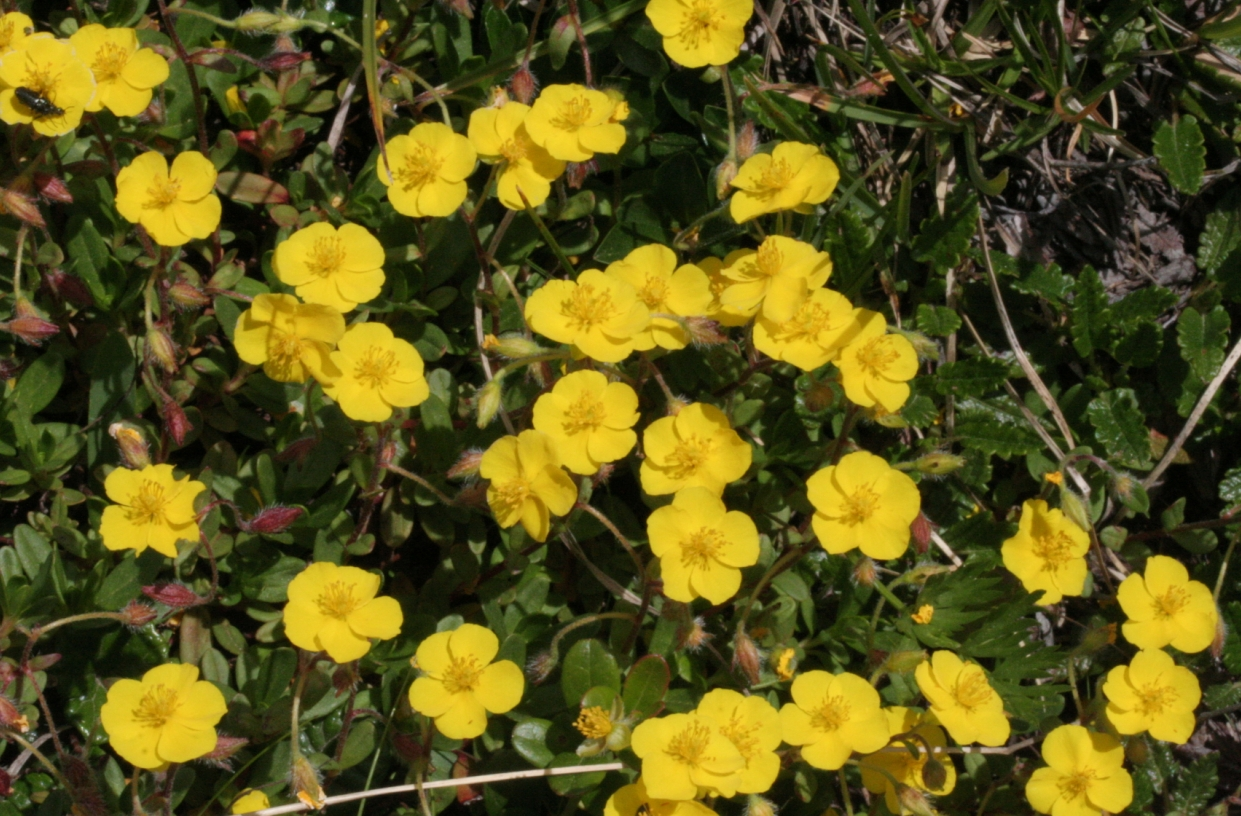
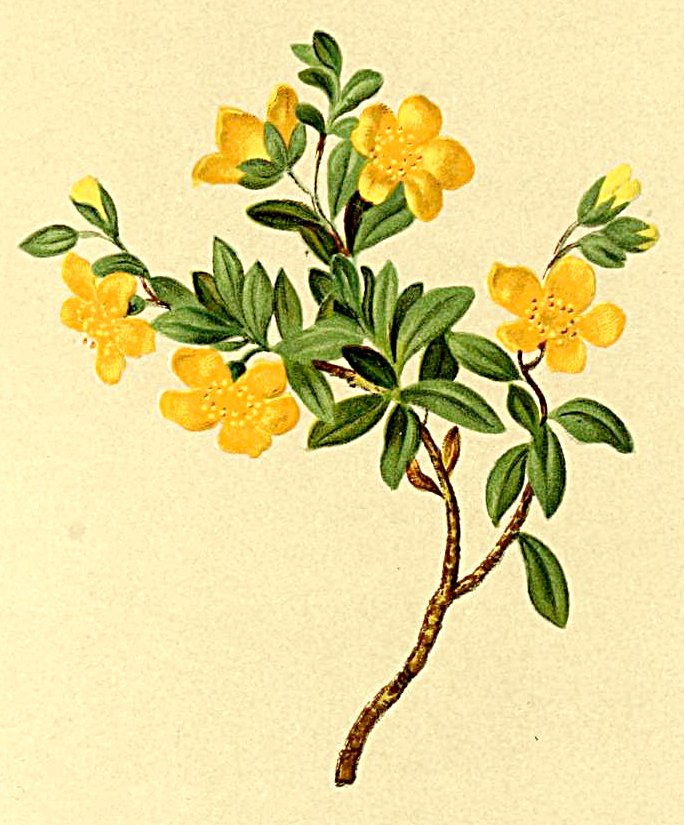
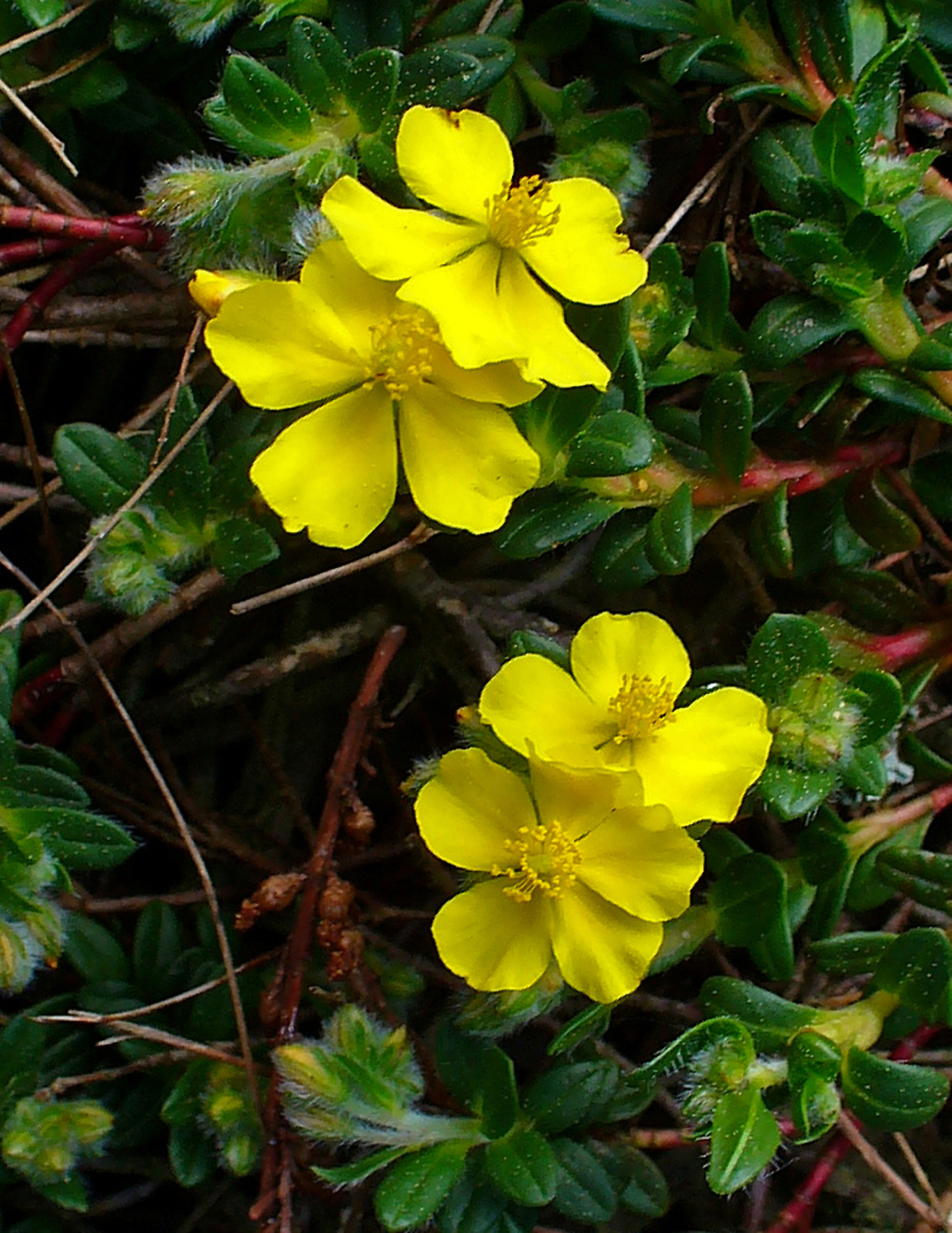
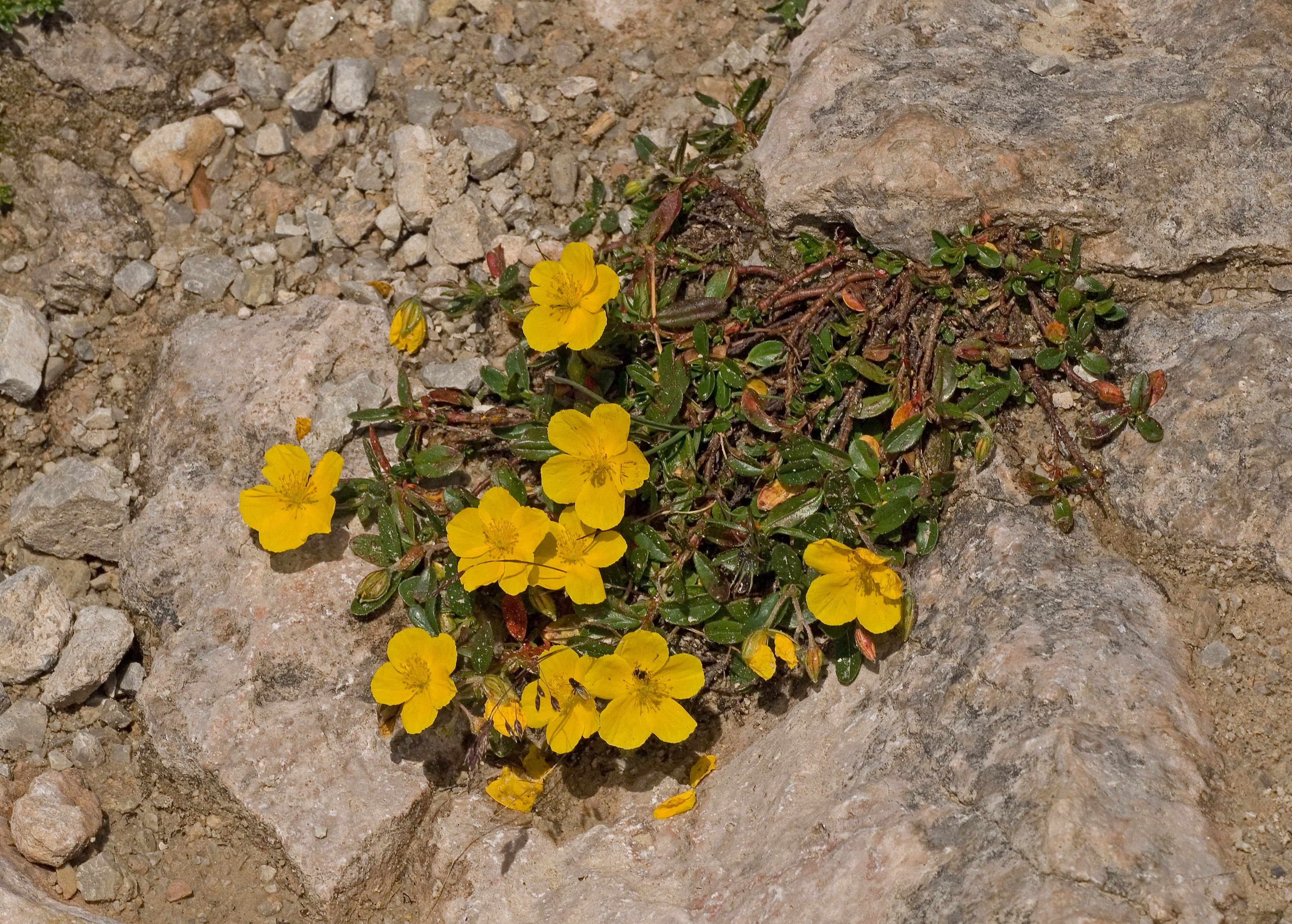